# Lukas Hahn
Lukas Hahn es un piloto alemán que compite en la modalidad de carreras de camiones. actualmente, compite a tiempo parcial en el Campeonato de Europa de Carreras de Camiones (ETRC) a tiempo parcial corriendo con un Iveco S-Way del Team Hahn Racing.
Es hijo del hexacampeón del ETRC Jochen Hahn y nieto del expiloto y fundador del Team Hahn Racing Konrad Hahn.

## Trayectoria
Lukas Hahn debutó en las carreras de camiones en la ADAC Mittelrhëin Cup del Truck Grand Prix de Nürbirgring de 2019 con el Iveco Stralis con el que Jochen Hahn se proclamó campeón del ETRC en 2018. Tuvo buenos resultados, ya que finalizó en el podio en las tres carreras.
En 2020 hizo su debut en el ETRC con un S-WAY del Team Hahn Racing en Most. En tres carreras (la cuarta se canceló) puntuó en dos. En la Grammer Truck Cup puntuó en todas y consiguió un podio. Estaba programado que corriese en Misano, pero se canceló esa carrera y, con ella, el campeonato al completo.
En 2021 volvió a correr en el ETRC a tiempo parcial, corriendo la segunda ronda del campeonato, en Most. Logró dos podios en la Goodyear Cup y entró en puntos en la general en dos de las cuatro carreras. En su segundo Gran Premio, en Misano, le fue mucho mejor, pues anotó 15 puntos en la categoría absoluta, destacando su papel en la tercera carrera, en la que fue cuarto. Además, se impuso en las dos carreras del domingo en la Goodyear Cup, sumando así sus dos primeros triunfos en dicha competición.

## Resultados

### Resultados en el Campeonato de Europa de Carreras de Camiones
| Año  | Camión | N.º | Equipo           | 1      | 1     | 1      | 1     | 2      | 2      | 2      | 2     | 3   | 3   | 3   | 3   | 4   | 4   | 4   | 4   | 5   | 5   | 5   | 5   | 6      | 6      | 6     | 6     | Posición | Puntos |
| ---- | ------ | --- | ---------------- | ------ | ----- | ------ | ----- | ------ | ------ | ------ | ----- | --- | --- | --- | --- | --- | --- | --- | --- | --- | --- | --- | --- | ------ | ------ | ----- | ----- | -------- | ------ |
| 2020 | Iveco  | 22  | Team Hahn Racing | MOS 10 | MOS 7 | MOS 11 | MOS C | HUN    | HUN    | HUN    | HUN   |     |     |     |     |     |     |     |     |     |     |     |     |        |        |       |       | -        | -      |
| 2021 | Iveco  | 22  | Team Hahn Racing | HUN    | HUN   | HUN    | HUN   | MOS 12 | MOS 12 | MOS 10 | MOS 8 | ZOL | ZOL | ZOL | ZOL | BUG | BUG | BUG | BUG | JAR | JAR | JAR | JAR | MIS 10 | MIS 10 | MIS 4 | MIS 8 | 14º      | 19     |

### Resultados en la Goodyear Cup
| Año  | Camión | N.º | Equipo           | 1     | 1     | 1     | 1     | 2     | 2     | 2     | 2     | 3   | 3   | 3   | 3   | 4   | 4   | 4   | 4   | 5   | 5   | 5   | 5   | 6     | 6     | 6     | 6     | Posición | Puntos |
| ---- | ------ | --- | ---------------- | ----- | ----- | ----- | ----- | ----- | ----- | ----- | ----- | --- | --- | --- | --- | --- | --- | --- | --- | --- | --- | --- | --- | ----- | ----- | ----- | ----- | -------- | ------ |
| 2020 | Iveco  | 22  | Team Hahn Racing | MOS 4 | MOS 2 | MOS 4 | MOS C | HUN   | HUN   | HUN   | HUN   |     |     |     |     |     |     |     |     |     |     |     |     |       |       |       |       | -        | -      |
| 2021 | Iveco  | 22  | Team Hahn Racing | HUN   | HUN   | HUN   | HUN   | MOS 4 | MOS 4 | MOS 3 | MOS 3 | ZOL | ZOL | ZOL | ZOL | BUG | BUG | BUG | BUG | JAR | JAR | JAR | JAR | MIS 3 | MIS 5 | MIS 1 | MIS 1 | 7º       | 85     |